# Totvs
Totvs est une entreprise brésilienne de logiciels, basée à São Paulo.

## Histoire
En aout 2015, Totvs acquiert Bematech, également une entreprise de logiciel brésilienne, pour l'équivalent de 156 millions de dollars.